# Veröffentlichung von Depeschen US-amerikanischer Botschaften durch Wikileaks

Logo von Wikileaks

Die Veröffentlichung von Depeschen US-amerikanischer Botschaften durch Wikileaks ab dem 28. November 2010 wird auch Cablegate genannt (Kofferwort analog zu Watergate; diplomatic cables, deutsch Drahtberichte, bezeichnet diplomatische Berichte, Dossiers und Depeschen, die früher per „Kabel“, also per Telegrafie übermittelt wurden). Es handelt sich dabei um eine Sammlung von 251.287 internen Berichten und Lagebeurteilungen der US-Botschaften in aller Welt an das US-Außenministerium, die aus der Zeit von Dezember 1966 bis Februar 2010 stammen. Enthalten sind 15.652 als geheim und 101.748 als vertraulich eingestufte Berichte. Parallel berichteten die Zeitungen The Guardian, Le Monde, El País, Der Spiegel sowie Spiegel Online, denen Wikileaks vorab die Auswertung ermöglichte.
Als Informantin gilt die 1987 geborene Private First Class Chelsea Manning. Sie wurde am 21. August 2013 zu 35 Jahren Haft verurteilt, jedoch am 17. Januar 2017 vom damaligen US-Präsidenten Barack Obama begnadigt.

## Veröffentlichung in der Presse
Der englische Guardian veröffentlichte am 28. November 2010 eine Berichterstattung über die Depeschen, mehrere Artikel sowie eine interaktive Karte. Auch der Spiegel brachte online einen Bericht in englischer Sprache und versprach mehr Informationen in der Printausgabe des folgenden Tages, deren ausnahmsweise am Vortag noch nicht offiziell veröffentlichtes Cover im Internet auftauchte. Die New York Times berichtete gleichzeitig beginnend in einer neunteiligen Artikelserie. Ursprünglich hätte sie die Depeschen nicht erhalten sollen, bekam sie aber vom Guardian zugespielt. Beide Zeitungen hatten bereits vorher während der Berichterstattung über die afghanischen und irakischen Kriegstagebücher zusammengearbeitet.
Der Washington Post wurde das Material nicht angeboten und auch nach einer Anfrage beim Guardian vorenthalten. El País schrieb in ihrem Artikel, dass es zwischen den Zeitungen ein Abkommen für die gleichzeitige Veröffentlichung der „international relevanten“ Depeschen gegeben habe, aber jede Zeitung Depeschen frei wählen und behandeln konnte, die in erster Linie das eigene Land betrafen. Einige Zeitungen boten die Originaltexte der Depeschen in Absprache mit Wikileaks auf ihren Webseiten an. Die libanesische Tageszeitung Al-Akhbar veröffentlichte am 2. Dezember 183 Depeschen.
Die norwegische Tageszeitung Aftenposten meldete am 17. Dezember, alle  251.287 Depeschen zur Verfügung zu haben.  Dabei blieb unklar, auf welchem Weg sie an das Material kam. Auch Politiken, eine dänische Tageszeitung, berichtete am 8. Januar 2011,  im Besitz aller Depeschen zu sein. Die Tageszeitung NRC Handelsblad und der Nachrichtendienst RTL News berichteten am 14. Januar, von Aftenposten 3000 Depeschen aus der Botschaft in Den Haag bekommen zu haben. Noch am gleichen Tag meldete auch der niederländische Fernsehsender NOS Journaal, im Besitz der Depeschen zu sein. Die Welt gab drei Tage später bekannt, durch die Zusammenarbeit mit Aftenposten in den  Besitz aller Depeschen gekommen zu sein. Am 8. April 2011 begann die israelische Zeitung Haaretz mit der Veröffentlichung.

## Datenpanne / Originaldepeschen im Internet
Im Gegensatz zu verbreiteten Ankündigungen veröffentlichte Wikileaks zunächst nur einen Bruchteil des Originalmaterials frei im Internet. Die gesamte Datenmenge wurde nur den Medienpartnern, westlichen Leitmedien, zur Verfügung gestellt. Bis zum 20. August 2011 wurden so in mehreren Teilschritten 19.791 Depeschen im Original veröffentlicht.
In den darauf folgenden Tagen wurde das Tempo der Freigabe massiv erhöht und zehntausende weitere Dokumente innerhalb kurzer Zeit der Öffentlichkeit zugänglich gemacht. Am 27. August belief sich die Zahl der einsehbaren Depeschen auf 143.014. Diesmal setzte Wikileaks nicht auf die Zusammenarbeit mit journalistischen Medien, sondern rief im Sinne von Crowdsourcing die Öffentlichkeit –  vor allem über Twitter – auf, das Material zu analysieren. Etwa zeitgleich wurde durch Medienberichte bekannt, dass eine als cables.csv bezeichnete verschlüsselte Datei von 1,6 Gigabyte Umfang ebenso wie die dazugehörige Passphrase, der Schlüssel, im Internet verfügbar war. Sie enthielt die vollständige, unredigierte Sammlung der Botschaftsdepeschen, in der die Namen der Informanten nicht unkenntlich gemacht wurden.
Die Veröffentlichung der vollständigen und unredigierten Botschaftsdepeschen war zunächst nicht beabsichtigt. Sie kann als ein Zusammenwirken mehrerer Fehler bei verschiedenen, zum Teil miteinander verfeindeten Personen gesehen werden, die sich später gegenseitig des Vertrauensbruches beschuldigten.
Julian Assange hatte dem Guardian-Journalisten David Leigh eine alle Depeschen enthaltende, verschlüsselte Datei online zugänglich gemacht und ihm die Passphrase mitgeteilt, so dass der Guardian und andere Medien ausgewählte und redigierte Dokumente veröffentlichen konnten. Diese Passphrase veröffentlichte Leigh in seinem im Februar 2011 erschienenen Buch WikiLeaks: Inside Julian Assange’s War on Secrecy, in der falschen Annahme, sie sei nur temporär gültig gewesen.
Als sich Daniel Domscheit-Berg von Wikileaks trennte, nahm er unter anderem eine Kopie des verschlüsselten Datensatzes mit. Nach den ersten Veröffentlichungen aus den Depeschen wurde Wikileaks zum Ziel von Denial-of-Service-Attacken. Mehrere Unternehmen – Mastercard, PayPal, Amazon und Visa – stoppten die Weitergabe von Spenden an Wikileaks. Um Wikileaks zu schützen und die veröffentlichten Daten weiterhin erreichbar zu halten, wurden von Unterstützern weltweit in kurzer Zeit Hunderte Spiegelserver (mirrors) aufgesetzt. Diese Unterstützer brachten wohlmeinend eine komprimierte Version aller bislang vorliegenden Wikileaks-Veröffentlichungen über das Tauschbörsensystem BitTorrent in Umlauf. Sie wussten aber nicht, dass in einem versteckten Verzeichnis die von Assange an Leigh zugänglich gemachten Daten enthalten waren. Nach dem Bruch zwischen Assange und Domscheit-Berg veröffentlichte die Zeitung Der Freitag, ein Medienpartner von Domscheit-Bergs Projekt OpenLeaks, einen Hinweis darauf, wo die zugehörige Passphrase zu finden sei.
Nachdem die breitere Öffentlichkeit Kenntnis genommen hatte, dass die Datei und der dazugehörige Schlüssel frei abrufbar im Internet verfügbar waren, veröffentlichte Wikileaks Anfang September 2011 die Depeschen US-amerikanischer Botschaften komplett und unredigiert und zog damit die Konsequenz aus der Datenpanne, die es Außenstehenden ermöglicht hatte, den entschlüsselten und unredigierten Text bei Cryptome und auf anderen Websites online zu stellen. Sowohl dies als auch der Entschluss, die Botschaftsdepeschen nun selbst auf einen Schlag zugänglich zu machen, brachte Wikileaks erneut ins Ziel der Kritik von Regierungen und Journalisten. Vertreter von The Guardian, New York Times, El País, Der Spiegel und Le Monde, mit denen Wikileaks zuvor bei der Veröffentlichung der Dokumente zusammengearbeitet hatte, protestierten in einer gemeinsamen Erklärung, da sie um die Sicherheit der Informanten der amerikanischen Regierung fürchteten. Reporter ohne Grenzen stellten vorerst ihren Spiegelserver (mirror) ein, da sie „etablierte Standards des Informantenschutzes“ nicht mehr gewährleistet sahen. Mit der gleichen Begründung distanzierten sich auch Personen, die den Veröffentlichungen von Wikileaks bis dahin positiv gegenübergestanden hatten, wie Konstantin von Notz, Wolfgang Gehrcke und der britische Media director von Amnesty International, Mike Blakemore. Der australische Attorney General Robert McClelland wies darauf hin, dass ein Mitarbeiter des australischen Geheimdienstes ASIO namentlich genannt worden sei, was gemäß australischer Gesetzgebung strafbar sei. Julian Assange verteidigte bei einem per Video übertragenen Vortrag auf der Berliner Medienwoche sein Vorgehen. Die unredigierten Botschaftsdepeschen seien ohnehin bereits in Umlauf gewesen, Wikileaks hätte mit der Veröffentlichung also niemanden mehr zusätzlich gefährdet. Die Informanten der amerikanischen Diplomaten hätten Zeit gehabt, sich auf die Veröffentlichung vorzubereiten.

### Folgen
Nach der Veröffentlichung der unredigierten Botschaftsdepeschen floh der äthiopische Journalist Argaw Ashine aus seiner Heimat, nachdem er von den Behörden seines Landes vernommen und unter Druck gesetzt worden war, seine Quellen zu nennen. Sein Name fand sich als Argaw Ashene in einer der Depeschen.
Fidelis Satuku und Herbert Chingono, zwei Generäle aus Simbabwe, wurden wegen Hochverrats angeklagt und mit der Todesstrafe bedroht. Auch ihre Namen werden in einer der Depeschen erwähnt. Sie hatten gegenüber dem amerikanischen Botschafter über den Armeechef ihres Landes geäußert, er besitze nur geringe militärische Kenntnisse und Erfahrungen.
Enttarnte Informanten der US-Diplomaten in China wurden im Internet bedroht. Repressionen der Regierung blieben jedoch aus.
Im April 2011 hatte Ecuador die amerikanische Botschafterin Heather M. Hodges ausgewiesen. Sie hatte in einer von Wikileaks veröffentlichten Botschaftsdepesche Präsident Rafael Correa die Duldung von Korruption vorgeworfen. Die USA hatten darauf ihrerseits mit der Ausweisung von Luis Gallegos reagiert.

## Inhalte
Die Inhalte stammen überwiegend aus der 1994 eingerichteten „Secret Internet Protocol Router Network“-Datenbank (SIPRNet), auf die 2,5 Millionen US-Amerikaner Zugriff haben. Die meisten Depeschen stammen aus den Jahren ab 2004.
Das Außenministerium der Vereinigten Staaten unterteilt die Botschaftsdepeschen anhand der Geheimhaltungskategorien in:
- 1,4 (a) militärische Pläne, Waffen oder Operationen
- 1,4 (b) Informationen über ausländische Regierungen
- 1,4 (c) nachrichtendienstliche Tätigkeiten, Quellen oder Methoden oder Kryptologie
- 1,4 (d) auswärtige Beziehungen oder ausländische Aktivitäten der Vereinigten Staaten, einschließlich der vertraulichen Quellen
- 1,4 (e) wissenschaftliche, technologische oder wirtschaftliche Fragen im Zusammenhang mit der nationalen Sicherheit, was die Verteidigung gegen den transnationalen Terrorismus mit einschließt
- 1,4 (f) US-Regierungsprogramme für den Schutz von Nuklearmaterial oder -anlagen
- 1,4 (g) Sicherheitslücken oder Einsatzmöglichkeiten von Systemen, Anlagen, Infrastrukturen, Projekten oder Plänen, oder Schutzdiensten im Zusammenhang mit der nationalen Sicherheit, was die Verteidigung gegen den transnationalen Terrorismus mit einschließt
- 1,4 (h) Massenvernichtungswaffen

Die Depeschen beschreiben Ereignisse und Vorfälle aus den 274 Botschaften vom Zeitraum des 28. Dezember 1966 bis zum 28. Februar 2010. Sie zeigen zahlreiche Kommentare von Botschaftern: Kritik und Lob über die Gastgeberländer der verschiedenen US-Botschaften, Diskussion der aktuellen Tagespolitik, Beschlüsse zur Beendigung der anhaltenden Spannungen im Nahen Osten, die Bemühungen für und Widerstand gegen nukleare Abrüstung, Maßnahmen im Krieg gegen den Terrorismus, Einschätzungen über Bedrohungen in der ganzen Welt, Beziehungen zwischen verschiedenen Ländern, Arbeit der US-Geheimdienste und Spionageabwehrbemühungen, Lobbyismus verschiedener Unternehmen und die US-Unterstützung von Diktaturen und andere diplomatische Aktionen.
| Inhalt                              | Anzahl der Dokumente |
| ----------------------------------- | -------------------- |
| Außenpolitische Beziehungen         | 145.451              |
| Interne Regierungsangelegenheiten   | 122.896              |
| Menschenrechte                      | 55.211               |
| Wirtschaftliche Abmachungen         | 49.044               |
| Terrorismus                         | 28.801               |
| Außenhandel                         | 23.927               |
| Geheimdienst                        | 23.233               |
| Finanz- und Währungsangelegenheiten | 21.373               |
| Demokratisierung                    | 19.922               |
| Außenhandelsunterstützung           | 19.608               |
| UN-Sicherheitsrat                   | 6.532                |

## Diplomatische Analyse einzelner Politiker

### Ägypten
- Mohammed Hussein Tantawi, Ägyptens ehemaliger Verteidigungsminister wird als „Mubaraks Pudel“ beschrieben.[o 4] Israel betrachtet ihn als „Hindernis“ im Kampf gegen den Waffenschmuggel.[54]

### Afghanistan
- Hamid Karzai, Präsident von Afghanistan, wird in einer Depesche als „schwache Persönlichkeit“, die von „Paranoia“ und „Verschwörungsvorstellungen“ getrieben werde, bezeichnet.[55]
- Über Hamid Karzais Halbbruder, Ahmed Wali Karsai, heißt es im Oktober 2009: „Wir müssen uns mit ihm als Kopf der Provinzregierung abfinden. Aber es ist allgemein bekannt, dass er korrupt und ein Drogenschmuggler ist.“[o 5][o 6] Ein Diplomat erklärt in einer anderen Depesche: „Er scheint nicht den Grad unseres Wissens über seine Tätigkeiten zu verstehen. Wir müssen seine Tätigkeit aufmerksam verfolgen und ihm eine wiederkehrende, transparente Botschaft übermitteln.“[o 7]

### Deutschland
- Bundeskanzlerin Angela Merkel wird als „selten kreativ“ beschrieben. Intern wird sie als Angela „Teflon“ Merkel beschrieben, da an ihr alles abgleite.[55][o 8]
- Guido Westerwelle, der sich als Bundesaußenminister für nukleare Abrüstung ausgesprochen hatte, wird als „inkompetent“, „eitel“ und „amerikakritisch“ beschrieben.[55][56]
- Den damaligen Verteidigungsminister Guttenberg bewerteten die US-Diplomaten dagegen wegen seiner Unterstützung des Afghanistan-Einsatzes und dem Verständnis für die Nuklearwaffen in Deutschland als Freund Amerikas.[57]
- CSU-Chef Horst Seehofer wird in einer Depesche als „unberechenbar“ und außenpolitisch weitgehend ahnungslos beschrieben.[58]

### Frankreich
- Einer Depesche zufolge ist Frankreichs ehemaliger Präsident Nicolas Sarkozy „dünnhäutig“, hat eine „autoritäre persönliche Art“ und ist ein „Kaiser ohne Kleider“.[59][o 9][o 10]

### Iran
- In einer Depesche wird Muhammad bin Zayid Al Nahyan (VAE) mit den Worten zitiert „Ahmadinedschad ist Hitler“[60][o 11]
- Ägyptens ehemaliger Staatspräsident Mubarak bringe in privaten Treffen seine Feindseligkeit gegenüber dem Iran zum Ausdruck und sage, die iranischen Führer seien „große fette Lügner“, und dass der Iran den Terrorismus unterstütze, sei „bekannt“.[o 12]

### Israel
- Palästinenserpräsident Mahmud Abbas wird als „schwach, korrupt und nicht mehr relevant“ bezeichnet.[54][o 13] Auch Ex-Ministerpräsident Ehud Olmert kritisierte, dass dieser mit 62 Prozent gewählt wurde, aber seine Befugnisse nie anwendet.[54] Gleichzeitig sei er ein angenehmer Typ.[54] Olmert berichtete von stundenlangen „wunderbaren Gesprächen“.[54]
- Benjamin Netanjahu wird als „Friedensverhinderer“ bezeichnet.[54]

### Italien
- Italiens damaliger Regierungschef Silvio Berlusconi wird als „Sprachrohr“ Putins in Europa beschrieben.[55]

### Libyen
- Libyens ehemaliges Staatsoberhaupt Muammar al-Gaddafi wird als „Meister-Intrigant“ und „Hypochonder“ beschrieben.[61] Dabei ist Gaddafi eine „sprunghafte und exzentrische Figur, die unter schwerwiegenden Zwängen leidet, den Flamenco-Tanz sowie Pferderennen liebt, sich von Marotten leiten lässt und Freunde wie Feinde gleichermaßen aus der Fassung zu bringen pflegt“.[61]

### Nordkorea
- Der ehemalige Chinesische Vizeminister He Yafei kommentierte im April 2009 die Waffentests des Regimes von Kim Jong Il: Nordkorea handele wie ein „verzogenes Kind“, welches die Aufmerksamkeit eines „Erwachsenen“ braucht.[62][o 14]

### Norwegen
- Die damalige Verteidigungsministerin Anne-Grete Strøm-Erichsen wird als „weich“ beschrieben.[o 15]
- Außenminister Espen Barth Eide gilt als „lenkende Kraft, das Verteidigungsministerium“.[o 15] Von einem hochrangigen US-Beamten wird er als „hinterhältig“ beschrieben.[o 15]

### Russland
- Russlands Ministerpräsident Wladimir Putin wird als „Alpha-Rüde“ beschrieben.[55]
- Staatspräsident Dmitri Medwedew dagegen als „blass“ und „zögerlich“.[55]

### Simbabwe
- In einer Depesche wird Robert Mugabe, Präsident von Simbabwe, als der Teufel beschrieben. Weiteren Aussagen zufolge sei er cleverer und skrupelloser als jeder andere Politiker Simbabwes.[63]
- Premierminister Morgan Tsvangirai wird als fehlerhaft, unschlüssig und von mangelnder Führungserfahrung beschrieben.[63]

### Türkei
- Über Recep Tayyip Erdoğan heißt es, er sei ein machtgieriger Islamist, seine Politiker unfähig, ungebildet und korrupt.[64]

## Stellungnahmen

### Medien/Unternehmen
- Das Internetunternehmen Amazon.com hat, nach mehreren übereinstimmenden Medienberichten, auf öffentlichen Druck seitens des US-amerikanischen Senators Joe Lieberman die betreffenden Daten von den eigenen Servern entfernt. Eine von der amerikanischen Regierung eingesetzte Task-Force soll zudem weitere Veröffentlichungen verhindern.[65][66] Amazon selbst bestreitet, auf politischen Druck hin gehandelt zu haben; vielmehr habe man auf einen Verstoß gegen die Geschäftsbedingungen reagiert.[67]
- Das Internetunternehmen Tableau Software, mit denen Wikileaks seine Dokumente grafisch aufbereitet hatte, kündigte am 2. Dezember 2010 die Zusammenarbeit. Dabei machte das Unternehmen eine Verletzung der Geschäftsbedingungen geltend.[68]
- PayPal kündigte Wikileaks am 3. Dezember 2010 das Konto.[69] Der Wau Holland Stiftung, die über PayPal einen Teil ihrer Spenden entgegennimmt, auch für Wikileaks, wurde ebenfalls das PayPal-Konto gesperrt.
- Die Schweizer PostFinance hatte am 6. Dezember 2010 das Konto des Wikileaks-Chef Julian Assange geschlossen. Assange habe bei der Kontoeröffnung als Domizil Genf angegeben. Dies stellte sich laut PostFinance als Unwahrheit heraus. Assange habe kein Domizil in der Schweiz, was für ausländische Kunden außerhalb der angrenzenden Ländern zur Schweiz eine Voraussetzung für eine Geschäftsbeziehung sei.[70][71] Zudem könne die PostFinance Geschäftsbeziehungen beenden, die dem „öffentlichen und dem sittlichen Empfinden“ zuwiderliefen. Dieses Gesetz war aber zu dem Zeitpunkt vom Nationalrat noch nicht verabschiedet und somit nicht rechtskräftig.[72]
- Am 6. Dezember 2010 gab ein Sprecher des US-Kreditkartenunternehmens Mastercard bekannt, dass der Zahlungsverkehr mit Wikileaks eingestellt wurde. Grund sei die Regel, wonach Kunden gesperrt würden, die „illegale Handlungen“ direkt oder indirekt unterstützen oder erleichtern. VISA folgte einige Stunden später mit einer ähnlichen Erklärung. Damit ist die Isländische Landesbank das einzige Geldinstitut, bei dem Wikileaks Kunde ist.[73] Geldtransfer mittels Flattr ist auch möglich.
- Als Reaktion auf diese Vorfälle haben Hacker und Anhänger von Wikileaks die „Operation Payback“ gestartet. Hierbei wurden durch Denial-of-Service-Angriffe die Webseiten der Schweizer PostFinance[74] und Mastercard für mehrere Stunden lahmgelegt. Als weitere potentielle Ziele wurden Visa, PayPal, EveryDNS und Amazon bekannt gegeben.[75]
- In Pakistan sind mehrere Zeitungen auf gefälschte Wikileaks Depeschen hereingefallen, wonach sich angeblich amerikanische Diplomaten verheerend über den Erzrivalen Indien geäußert haben.[76]

### Regierungen / Politiker
Bereits kurz nach der Veröffentlichung der ersten Dokumente wurden auch Reaktionen von verschiedenen Regierungen bekannt:
- Belgiens Außenminister Steven Vanackere übte Kritik an den Praktiken der USA und sprach von „Verwechslung zwischen diplomatischer Arbeit und Spionage“.[77]
- Deutschlands Regierung wollte die Indiskretionen durch Wikileaks nicht öffentlich kommentieren.[78]
  - Bundesaußenminister Guido Westerwelle äußerte sich in der Tagesschau: „Hier wird mit rechtswidrig, kriminell erworbenen Daten Kasse gemacht. Darum geht es.“[79] Zugleich erinnerte er die Journalisten: "ich habe von Ihnen schon andere Sachen lesen müssen."[80]
  - Bundesjustizministerin Leutheusser-Schnarrenberger sagte in einem Interview: „Wikileaks funktioniert scheinbar wie eine Wandzeitung, auf der jeder alles posten kann. Datenschutz und Persönlichkeitsrechte dürften nicht wegen einer ungefilterten und intransparenten Veröffentlichungspraxis aufgegeben werden.“[81]
  - Linke-Chef Klaus Ernst hält die Veröffentlichung „absolut für richtig“. Er sagte weiter: „Regierungen gehören mehr kontrolliert als durch Parlamente.“[80][82]
  - Grünen-Chefin Claudia Roth meinte zu den Veröffentlichungen: „Ich finde es auch richtig, dass man ein Stück weit die diplomatische Fassade herunterreißt. Man tut immer so freundlich nach vorne, und hinten sieht es aber ganz anders aus.“[77]
  - CSU-Landesgruppenchef Hans-Peter Friedrich kritisierte die Veröffentlichung mit den Worten: „Das ist sozusagen eine Art Stasi, die ich ablehne.“[58]
  - Christian Ahrendt, Parlamentarischer Geschäftsführer der FDP-Bundestagsfraktion, hielt Versuche, Seiten wie Wikileaks zu eliminieren, für massive Angriffe auf die Pressefreiheit und eine Bevormundung des Bürgers.[83]
  - Kurt Beck (SPD) kündigte an, US-Diplomaten künftig weniger zu erzählen. Gleichzeitig dementierte er, dass ein „Spezialkomitee in der rheinland-pfälzischen Staatskanzlei gebildet worden“ ist.[84]
- Der stellvertretende Außenminister von Ecuador, Kintto Lucas, hat Assange ein Aufenthaltsrecht ohne weitere Bedingungen in dem südamerikanischen Land angeboten.[85] Rafael Correa, der Präsident von Ecuador, dementierte das Asylangebot. Dies sei eine persönliche Ansicht von Lucas gewesen, stellte Correa klar.[86]
- Frankreichs Regierungssprecher kritisierte die Veröffentlichungen. Eine „transparente Gesellschaft“ sei „totalitär“. Weiter hieß es, dass eine Webseite wie Wikileaks in Frankreich „unerbittlich“ verfolgt werden würde.[59]
- Indiens Außenminister sagte: „Indiens Regierung ist nicht wirklich besorgt, aber wir sind sicherlich daran interessiert, mehr darüber zu erfahren, worum es sich dabei handelt.“[87]
- Irans Präsident Mahmud Ahmadinedschad äußerte sich mit: „Diese Dokumente verfolgen bestimmte politische Ziele. Sie sind eine gewisse Art von Geheimdienstspiel und haben deshalb keine einzige legale Grundlage.“[88] Der Präsidentenberater Esfandiar Rahim Maschaie geht davon aus, dass die Berichte von den USA selbst lanciert wurden.[89]
- Israels Regierung will sich zum Thema Wikileaks nicht äußern.[77]
- Italiens Premierminister Silvio Berlusconi lachte angeblich, als er vom angeblichen Inhalt der Dokumente hörte.[90]
  - Außenminister Franco Frattini kritisierte die Veröffentlichung als den „11. September der internationalen Diplomatie“.[91]
- Kanadas Außenminister Lawrence Cannon kommentierte die Veröffentlichung folgendermaßen: „Unverantwortlich; Veröffentlichungen wie diese sind bedauerlich und dienen nicht jedermanns nationalen Interessen. Die dafür Verantwortlichen können unsere nationale Sicherheit bedrohen.“[92]
- Kuba: In einer seiner „Reflexionen“ geißelte der „elder statesman“ Fidel Castro zum einen die juristische Verfolgung des Wikileaks-Gründers Julian Assange als auch die Vorauswahl durch internationale Medienkonzerne, welche angeblich das Nachrichtenmonopol besäßen. Insbesondere die spanische PRISA-Gruppe, zu der die angesehene Tageszeitung El País gehört, und der deutsche Spiegel seien „extrem söldnerisch, reaktionär und profaschistisch“.[93]
- Der Außenminister der Niederlande, Uri Rosenthal, sagte: „Wir wissen nicht, was drin steht. Es könnte sein, dass sie Namen von niederländischen Politikern enthalten. Wir sind auf Alarmstufe Rot.“[94]
- Pakistan übte scharfe Kritik an der Veröffentlichung durch Wikileaks.[77]
- Russland will die Originaldokumente einsehen, um sicherzugehen, dass keine Übersetzungsfehler gemacht wurden. „Erst wenn man weiß, dass es sich bei der erwähnten Person wirklich um den russischen Regierungschef handelt, könnte man sich äußern“, teilte ein Sprecher mit.[77]
- In der Schweiz wird diskutiert, Assange Asyl anzubieten. Der US-Botschafter Donald S. Beyer sagte gegenüber der Schweizer Zeitung Der Sonntag: „Die Schweiz werde sehr sorgfältig überlegen müssen, ob sie jemanden, der vor der Justiz flüchtet, Unterschlupf gewähren möchte“.[95]
- Türkei: Ministerpräsident Recep Tayyip Erdoğan bezeichnete die Veröffentlichung als „fragwürdig“. Weiterhin will man die Originaldokumente prüfen.[77]
- Vereinigtes Königreich: Ein Pressesprecher des Foreign Office gab bekannt: „Wir verurteilen jede unbefugte Veröffentlichung von Verschlusssachen, so wie wir Veröffentlichungen von Verschlusssachen im Vereinigten Königreich verurteilen […] Sie können der nationalen Sicherheit schaden, sind nicht im nationalen Interesse […] und können Leben gefährden.“[96]
- USA: Das Weiße Haus veröffentlichte eine Darstellung, welche sagt, dass die Veröffentlichung „unsere Diplomaten, Fachleute und Menschen auf der ganzen Welt gefährdet, die in die Vereinigten Staaten zur Förderung der Demokratie und Open Government kommen.“[97]
  - Susan Rice, derzeitige Botschafterin  der USA bei den Vereinten Nationen, wies alle Vorwürfe zurück: „Unsere Diplomaten sind genau das: Diplomaten.“[98]
  - Hillary Clinton, Außenministerin der Vereinigten Staaten, kündigte „entschlossene Schritte“ gegen die Hintermänner an. Sie sagte, die Veröffentlichung sei „nicht nur ein Angriff auf die US-Außenpolitik, sondern auch ein Angriff auf die internationale Gemeinschaft“. Weiterhin sagte sie: „Die Politik wird in Washington gemacht“.[98]
  - Der Republikaner Mike Huckabee forderte die Todesstrafe für den Informanten.[99]
  - Die Library of Congress blockierte ab dem 3. Dezember 2010 den Zugang zu Wikileaks für Bibliotheksnutzer und eigenes Personal.[100]

## Juristische Aufarbeitung
Bereits im Mai 2010 wurde als möglicher Informant der Angehörige der US-Streitkräfte Bradley Manning (heute: Chelsea Manning) verhaftet und zeitweise in Isolationshaft gehalten. Manning wurde 2013 zu 35 Jahren Haft verurteilt.
Weil Manning geständig war und die verratenen Dokumente eine niedrige Geheimhaltungsstufe hatten, begnadigte Obama sie, sodass sie bereits 2017 aus der Haft entlassen wurde.

## Online-Dossiers der beteiligten Medien
- Dossiers „Die Botschaftsdepeschen“ in: Spiegel Online; Alle Artikel, Hintergründe und Fakten
- The US embassy cables in: The Guardian (englisch)
- State’s Secret in: The New York Times (englisch)
- Documents wikileaks in: Le Monde (französisch)
- Las revelaciones de Wikileaks in: El País (spanisch)

## Original Cables
1. ↑  Secret US Embassy Cables. In: Wikileaks. Abgerufen am 29. November 2010.
2. ↑  Cable Viewer: Viewing cable 09ADDISABABA2535, INCREASED INTIMIDATION OF THE PRIVATE PRESS. Abgerufen am 20. Oktober 2011.
3. ↑  Cablegate Search: SURVIVING IN TODAY,S ZDF -- VIEWS OF TWO SERVING OFFICERS. Abgerufen am 20. Oktober 2011.
4. ↑  Cable Viewer: Viewing cable 08CAIRO2091, ACADEMICS SEE THE MILITARY IN DECLINE, BUT RETAINING STRONG INFLUENCE. Abgerufen am 8. Februar 2011.
5. ↑  Cable Viewer: Viewing cable 09KABUL3068, AHMED WALI KARZAI AND GOVERNOR WEESA ON GOVERNANCE. Archiviert vom Original (nicht mehr online verfügbar) am 6. Dezember 2010; abgerufen am 2. Dezember 2010.
6. ↑  Cable Viewer: Viewing cable 10KABUL693, AHMED WALI KARZAI: SEEKING TO DEFINE HIMSELF AS. Archiviert vom Original (nicht mehr online verfügbar) am 6. Dezember 2010; abgerufen am 2. Dezember 2010.
7. ↑  Cable Viewer: Viewing cable 10KABUL693, AHMED WALI KARZAI: SEEKING TO DEFINE HIMSELF AS. Archiviert vom Original (nicht mehr online verfügbar) am 6. Dezember 2010; abgerufen am 2. Dezember 2010.
8. ↑  Cable Viewer: Viewing cable 09BERLIN1106, CHANCELLOR ANGELA "TEFLON" MERKEL TAKES LIMELIGHT. Abgerufen am 14. Dezember 2010.
9. ↑  Cable Viewer: Viewing cable 07PARIS921, FRENCH FOREIGN POLICY UNDER NICOLAS SARKOZY OR. Abgerufen am 14. Dezember 2010.
10. ↑  Cable Viewer: Viewing cable 07PARIS4357, PRESIDENT SARKOZY’S FIRST OFFICIAL VISIT TO THE. Abgerufen am 14. Dezember 2010.
11. ↑  Cable Viewer: Viewing cable 09ABUDHABI754, S) MbZ HOSTS GULF SECURITY DINNER WITH ISA ASD VERSHBOW AND. Archiviert vom Original (nicht mehr online verfügbar) am 8. Dezember 2010; abgerufen am 1. Dezember 2010.
12. ↑  Cable Viewer: Viewing cable 08CAIRO1637, CODEL KERRY MEETING WITH PRESIDENT MUBARAK. Abgerufen am 14. Dezember 2010.
13. ↑  Cableviewer: Viewing cable 06TELAVIV480, RIGHT-WING LIEBERMAN UNABASHEDLY ADVOCATES. Abgerufen am 4. September 2011.
14. ↑  Cable Viewer: Viewing cable 09BEIJING1176, XXXXXXXXXXXXDISCUSSES G-20, DPRK,. Abgerufen am 2. Dezember 2010.
15. 1 2 3  Cable Viewer: Viewing cable 08OSLO406, NORWAY'S DEPUTY MINISTER OF DEFENSE, ESPEN BARTH EIDE, POWER IN NORWAY'S MOD AND RISING STAR IN THE LABOR PARTY. Abgerufen am 5. Februar 2011.